# Per sognare ancora
Per sognare ancora è un singolo del cantautore italiano Neffa, pubblicato il 17 gennaio 2014 come quarto estratto dal settimo album in studio Molto calmo.

## Descrizione
Il brano è caratterizzato da un arrangiamento minimalista e da un beat trascinante. Il testo invita a liberarsi dei pesi superflui di cui ci si fa spesso carico, e provare a esplorare la propria libertà.

## Video musicale
Il videoclip, realizzato completamente in animazione, presenta un'atmosfera onirica e fiabesca, illustrando i sogni di una bambina, i quali hanno come protagonista una ragazzina nello spazio che scappa da un sole grande e malvagio che inghiotte e risucchia tutto.
Firmato dal disegnatore Massimo Montigiani, il video è stato pubblicato il 5 febbraio 2014 attraverso il canale Vevo di Neffa.

## Successo commerciale
Come i precedenti singoli di Neffa, anche Per sognare ancora ottiene un buon riscontro radiofonico ed entra dopo pochi giorni nella classifica dei brani più trasmessi dalle radio italiane, classificandosi undicesima.